# 家原縄雄
家原 縄雄（いえはら の なわお/ただお）は、平安時代前期の貴族。姓は連のち宿禰、朝臣。官位は従五位上・主計頭。

## 経歴
文徳朝の斉衡2年（855年）一族の氏主・氏雄らと共に連姓から宿禰姓に改姓する（この時の官位は正六位上・左大史）。斉衡3年（856年）外従五位下に叙せられる。
天安2年（858年）主税頭に遷ると、文徳朝末から清和朝前半のほぼ10年に亘ってこれを務める。またこの間、貞観2年（860年）内位の従五位下、貞観8年（866年）従五位上と昇進した。貞観10年（868年）正月に周防守として地方官に転ずるが、2月には鋳銭司長官を兼ね、まもなく主計頭に遷っている。貞観14年（872年）一族の氏主・善宗らと共に宿禰姓から朝臣姓に改姓した。

## 官歴
『六国史』による。
- 時期不詳：正六位上。左大史
- 斉衡2年（855年） 8月15日：連姓から宿禰姓に改姓
- 斉衡3年（856年） 11月3日：外従五位下
- 天安2年（858年） 正月16日：主税頭
- 貞観2年（860年） 11月16日：従五位下（内位）
- 貞観5年（863年） 5月26日：兼遠江権介
- 貞観7年（865年） 3月9日：兼備後介。5月16日：兼加賀権介
- 貞観8年（866年） 正月7日：従五位上
- 貞観9年（867年） 2月29日：兼出雲権守
- 貞観10年（868年） 正月16日：周防守。2月17日：兼鋳銭司長官
- 時期不詳：主計頭
- 貞観11年（869年） 3月23日：兼但馬権守
- 貞観14年（872年） 8月13日：宿禰姓から朝臣姓に改姓